# FreeOTP
FreeOTP est un logiciel de génération de mots de passe à usage unique qui peut être utilisé pour l’authentification à deux facteurs,,,,. Il fournit l’implémentation d’algorithmes de mots de passe à usage unique basé sur un HMAC et d’algorithme de mots de passe limités dans le temps. Les certificats peuvent être ajoutés en scannant un code QR ou en entrant manuellement la configuration du certificat. FreeOTP peut être utilisé en remplacement de logiciels propriétaires comme Google Authenticator même en se connectant à des services Google,,. Il est développé et maintenu par Red Hat sous la licence Apache 2.0 et est disponible sous Android et iOS,,,,.
Des forks du projet existent également :  FreeOTPPlus et andOTP.